# HMS Unswerving (P63)
L'HMS Unswerving (nº de gallardet: P59) va ser un submarí de classe U (tercer grup) construit per Vickers-Armstrongs per la Royal Navy. Fins ara ha estat l'únic vaixell de l'armada britànica que ha portat el nom Unswerving (infrangible, irrompible).

## Carrera
L'Unswerving va realitzar les seves primeres patrulles a finals de 1943, setmanes més tard es va incorporar a la 1a Flotilla del Mediterrani, on va continuar patrullant al mar Egeu. Va passar la major part de la seva carrera militar al Mediterrani, on va enfonsar els vaixells de guàrdia alemanys GN 61 i GN 62, el petroler alemany Bertha (l'antic Bacchus francès) i sis vaixells de vela, i va afirmar haver-ne danyat un setè. Però tot i els atacs exitosos també va tenir mala sort en diverses ocasions atacant sense èxit: el mercant alemany Toni (l'antiga Thalia grega), el minador auxiliar alemany Zeus, el vaixell de transport alemany Pelikan i la seva escorta, el vaixell torpeder alemany TA19 i el mercant alemany Gertrud en dos ocasions separades.
Destaca la particularitat que sota la comandància del tinent MD "Mick" Tattershall, l'Unswerving va ser el primer submarí britànic on tots els oficials abord eren membres de la Royal Naval Volunteer Reserve, elloc de ser oficials de la marina regular.
L'Unswerving va sobreviure a la guerra i va ser posat en dic sec. Finalment va arribar a Newport el 10 de juliol de 1949 per ser desballestat.

## Llista de comandants
En temps de guerra la nau va ser capitanejada per un total de quatre comandants:
|   | Comandant                                     | Des de         | Fins           |
| 1 | Tinent Michael Dent Tattersall, RNVR          | 21 juliol 1943 | Maig 1945      |
| 2 | Tinent Norman Douglas Piper, RNVR             | Maig 1945      | 1 juliol 1945  |
| 3 | Tinent Especial James Nehemiah McCaughan, RNR | 1 juliol 1945  | 12 juliol 1945 |
| 4 | Tinent Kenneth James Clark, RN                | 1 agost 1945   | inici 1946     |

RNVR: Royal Naval Volunteer Reserve / RNR: Royal Navy Reserve / RN: Royal Navy